# Ciprian Mircea Manea
Ciprian Mircea Manea (n. 13 august 1980)  este un jucător de fotbal român, care în prezent joacă pentru echipa Gostaresh Foolad Novin din a treia divizie iraniană.